# Eparchie von Düsseldorf und ganz Deutschland

Diasporaeparchien der Serbisch-orthodoxen Kirche auf dem europäischen Kontinent

Die Eparchie von Düsseldorf und ganz Deutschland (serbisch: Епархија диселдорфска и све њемачке, Eparhija diseldorfska i sve njemačke) ist eine Diasporaeparchie der Serbisch-Orthodoxen Kirche, zuständig für die Bundesrepublik Deutschland. Sie wurde 1969 gegründet und umfasste zunächst ganz Westeuropa und Australien. Bischofssitz war von 1973 bis 1979 die nordrhein-westfälische Landeshauptstadt Düsseldorf, dann bis 2015 Hildesheim-Himmelsthür, anschließend Frankfurt am Main.
Seit 2018 ist wieder Düsseldorf Sitz der Eparchie. Der Name der Eparchie wurde jeweils entsprechend angepasst. Die bisherige Düsseldorfer Pfarrkirche wurde zur Kathedrale Hl. Sava erhoben. Bischof von Düsseldorf und ganz Deutschland ist seit dem 16. September 2018 Grigorije (Durić), zuvor Bischof der Eparchie Zahumlje-Herzegowina-und-Küstenland.
Zur Eparchie gehören 337.000 Gläubige in 26 Kirchengemeinden und zwei Klöstern.

## Geschichte
Erste serbisch-orthodoxe Kirchengemeinden in Deutschland, z. B. die Serbisch-Orthodoxe Kirchengemeinde in Hamburg und in Hannover, entstanden schon in den Jahren nach dem Zweiten Weltkrieg. Durch die Arbeitsmigration kamen seit den 1960er-Jahren Zehntausende von Serben in die Staaten Westeuropas. Zu ihrer religiösen Versorgung wurde 1969 die Eparchie Westeuropa gegründet, die zunächst alle Staaten westlich des Eisernen Vorhangs und bis 1973 auch Australien umfasste. Eine besonders starke Gruppe waren die Serben in Deutschland, und so entstanden hier zahlreiche weitere Kirchengemeinden und auch ein Kloster bei der Mariä-Entschlafens-Kirche in dem Hildesheimer Stadtteil Himmelsthür, das ab 1979 Bischofssitz war.
Am 6. Dezember 1990 wurden auf einer ordentlichen Sitzung der Heiligen Bischofssynode der Serbisch-orthodoxen Kirche, unter Führung des damaligen serbischen Patriarchen seiner Heiligkeit Pavle, aus der Eparchie Westeuropa zwei eigenständige neue Eparchien gegründet: die Eparchie Britannien-Skandinavien mit Sitz im schwedischen Stockholm und die Eparchie Mitteleuropa mit Sitz in Hildesheim-Himmelsthür, zu der alle übrigen westeuropäischen Staaten gehörten. Als erster Bischof der Eparchie wurde am 23. Mai 1991 der Protosingel und ehemaliger Professor am Priesterseminar von Sremski Karlovci in der Vojvodina, Konstantin (Đokić), auserwählt und zum Bischof geweiht.
Mit der Zeit erlebte die Eparchie einige territoriale Veränderungen. 1994 wurde Italien der Metropolie Zagreb-Ljubljana angeschlossen, die Beneluxländer, Frankreich und Spanien kamen zur neu gegründeten Eparchie Westeuropa mit Sitz in Paris. Im Juli 2011 wurden  Österreich und die Schweiz aus der Eparchie herausgenommen; sie bilden seitdem die Serbisch-orthodoxe Diözese Österreich-Schweiz.
Im Dezember 2012 wurde der damalige Bischof Konstantin (Đokić) als Bischof der Eparchie suspendiert und der serbische Patriarch Irinej übernahm administrativ die Leitung über die Eparchie, bis am 23. Mai 2014 von der Heiligen Bischofssynode der Serbisch-orthodoxen Kirche Sergije (Karanović) zum Bischof der Eparchie auserwählt wurde. Von 2017 bis zum Amtsantritt von Bischof Grigorije leitete Andrej (Ćilerdžić), Bischof der Diözese Österreich-Schweiz, die Eparchie als Administrator.
Durch Beschluss der Heiligen Bischofssynode der Serbisch-orthodoxen Kirche wurde auf der ordentlichen Sitzung, die vom 29. April bis 10. Mai 2018 in Belgrad stattfand, der bisherige Bischof der Eparchie Zahumlje-Herzegowina-und-Küstenland Grigorije (Durić) zum neuen Bischof der Eparchie gewählt. Er trat seinen Dienst am 16. September 2018 an. Durch den Synodenbeschluss vom November desselben Jahres wurde die Eparchie Frankfurt und ganz Deutschland in Eparchie Düsseldorf und ganz Deutschland mit Sitz in Düsseldorf umbenannt.
2019 feierte die Eparchie ihr 50-jähriges Bestehen.

## Bischöfe
Erster Bischof der heutigen Eparchie war Lavrentije Trifunović, gefolgt von Konstantin Đokić – Sergije Karanović – Andrej (Ćilerdžić) und seit dem 16. September 2018 ist es Bischof Grigorije (Durić).

## Gemeindeleben
Die pastoralen Aufgaben der serbisch-orthodoxen Gemeinden in Deutschland erstrecken sich neben der sonntäglichen Gottesdienstfeier auf weitere Angebote für die serbisch-orthodoxen Gläubigen, wie es zum Beispiel die Kirchengemeinde des hl. Sava in Hannover verdeutlicht: Es gibt Religionsunterricht für serbisch-orthodoxe Kinder, serbischen Ergänzungsunterricht, einen Deutschunterricht für Gemeindemitglieder, eine Schola- und Kantorenfortbildung, Senioren-, Frauen- und Jugendarbeit, Mutter-und-Kind-Gruppen, Arbeitslosenbetreuung, ehrenamtliche Sozialarbeit, zudem die Teilnahme an Folkloregruppen mit kleinem Orchester und eigener Trachtenschneiderei, Chorgruppen und Theatergruppen.

## Ökumene
Die Eparchie ist Mitglied in der Arbeitsgemeinschaft Christlicher Kirchen und Mitbegründerin der Kommission der Orthodoxen Kirchen in Deutschland (KOKID).

## Kirchengebäude

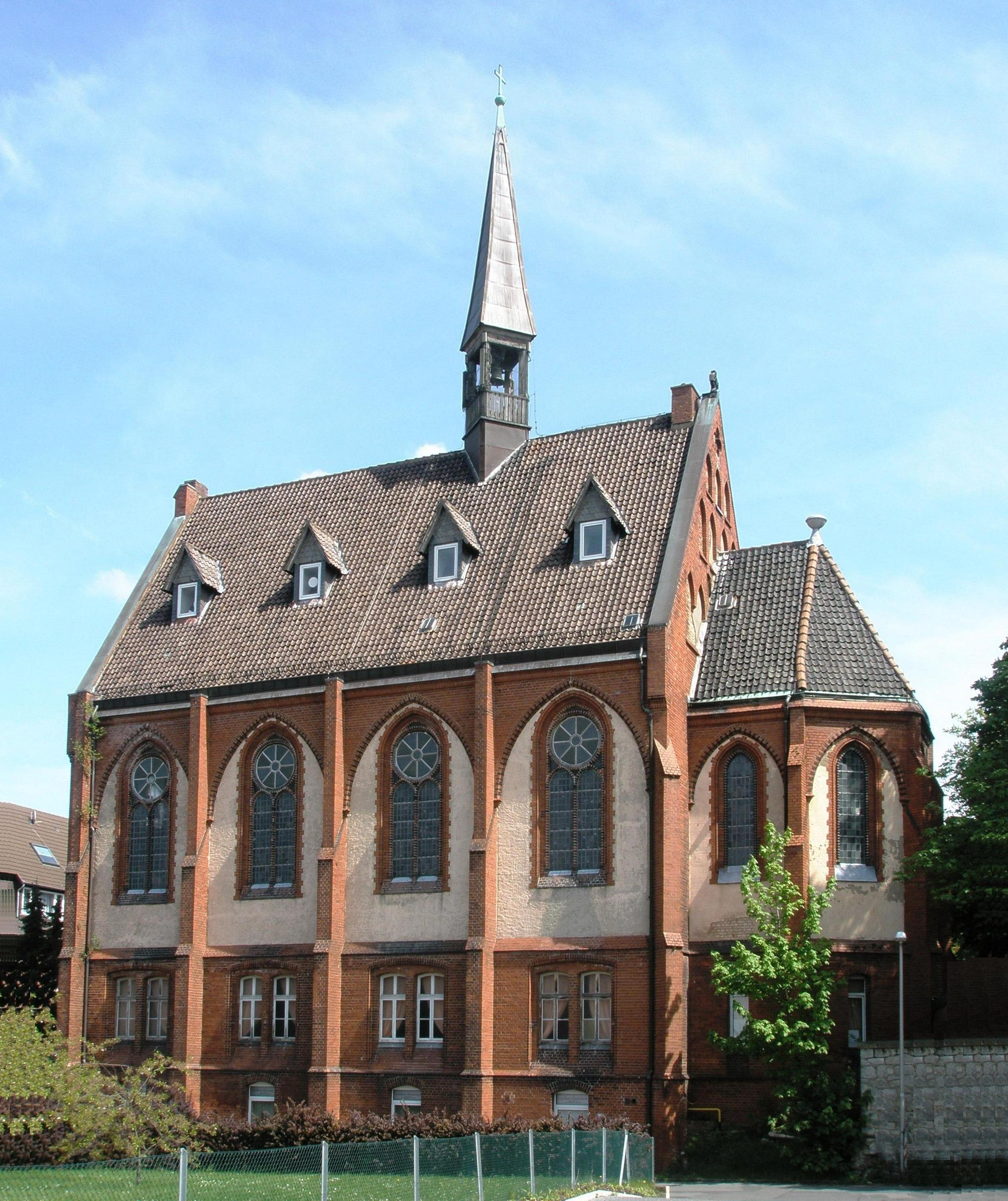
Mariä-Entschlafens-Kirche in Himmelsthür
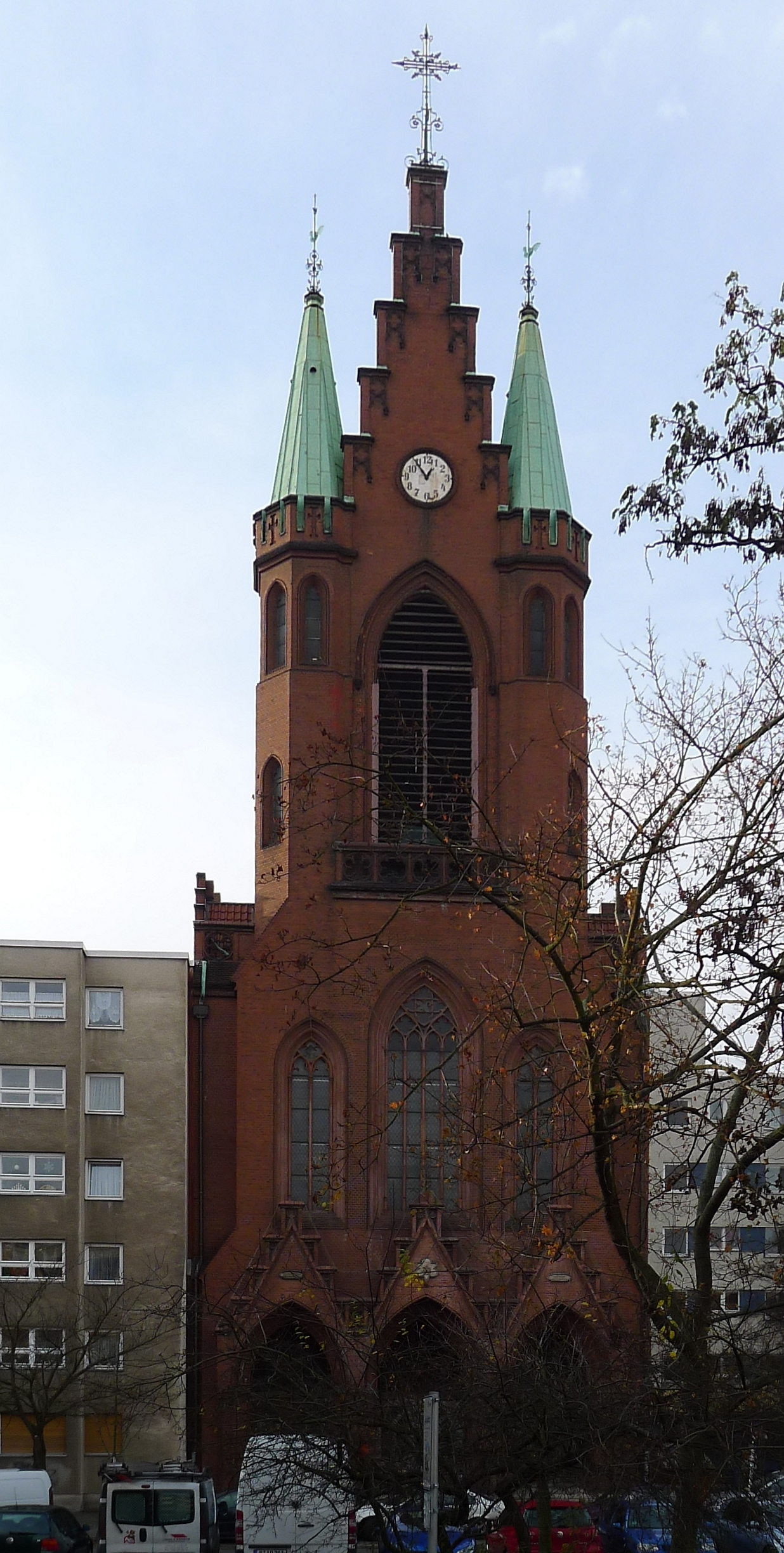
Kirche Hl. Sava in Berlin
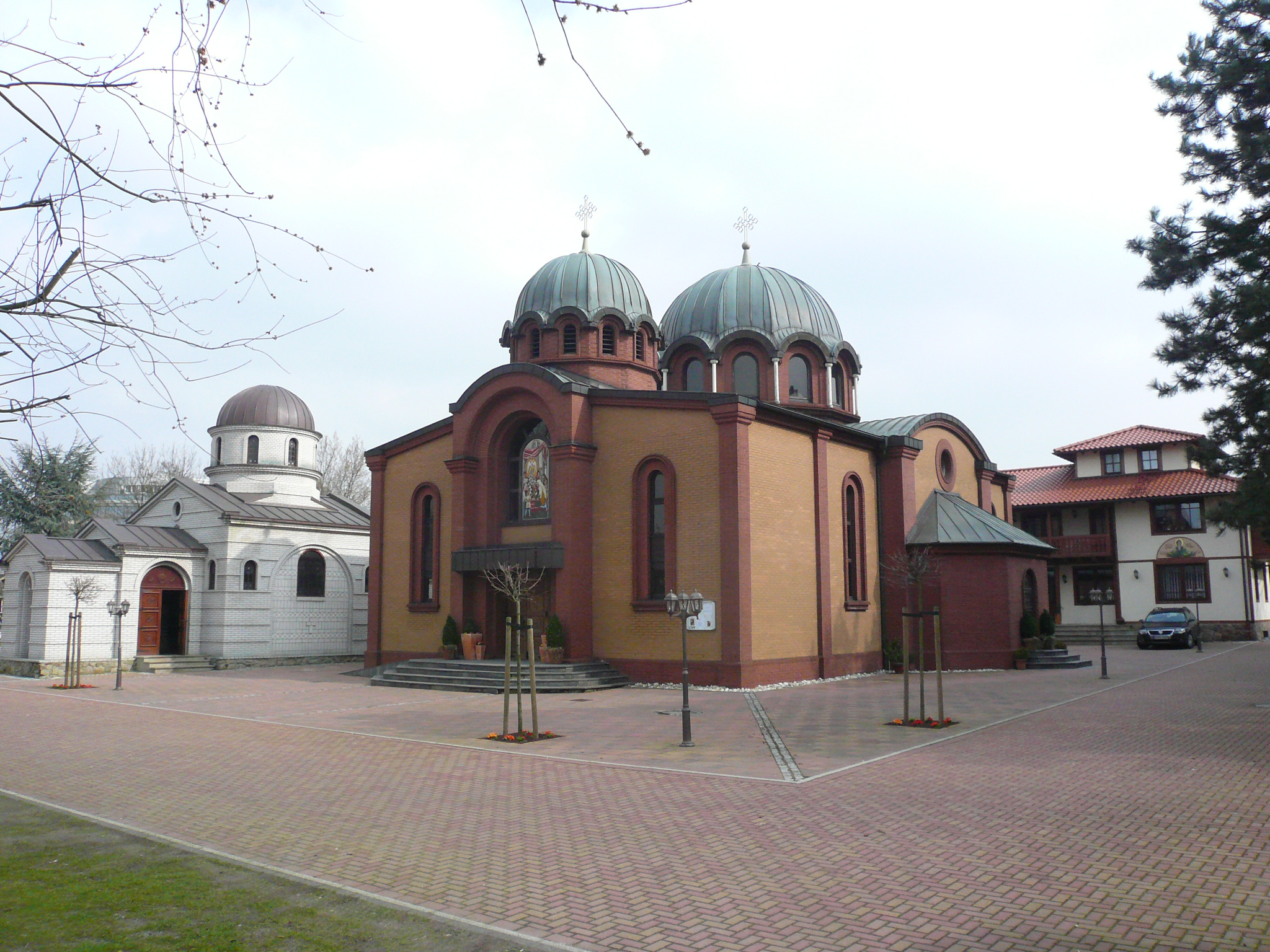
Kathedrale Hl. Sava mit Kapelle Hl. Đorđe Kratovac in Düsseldorf
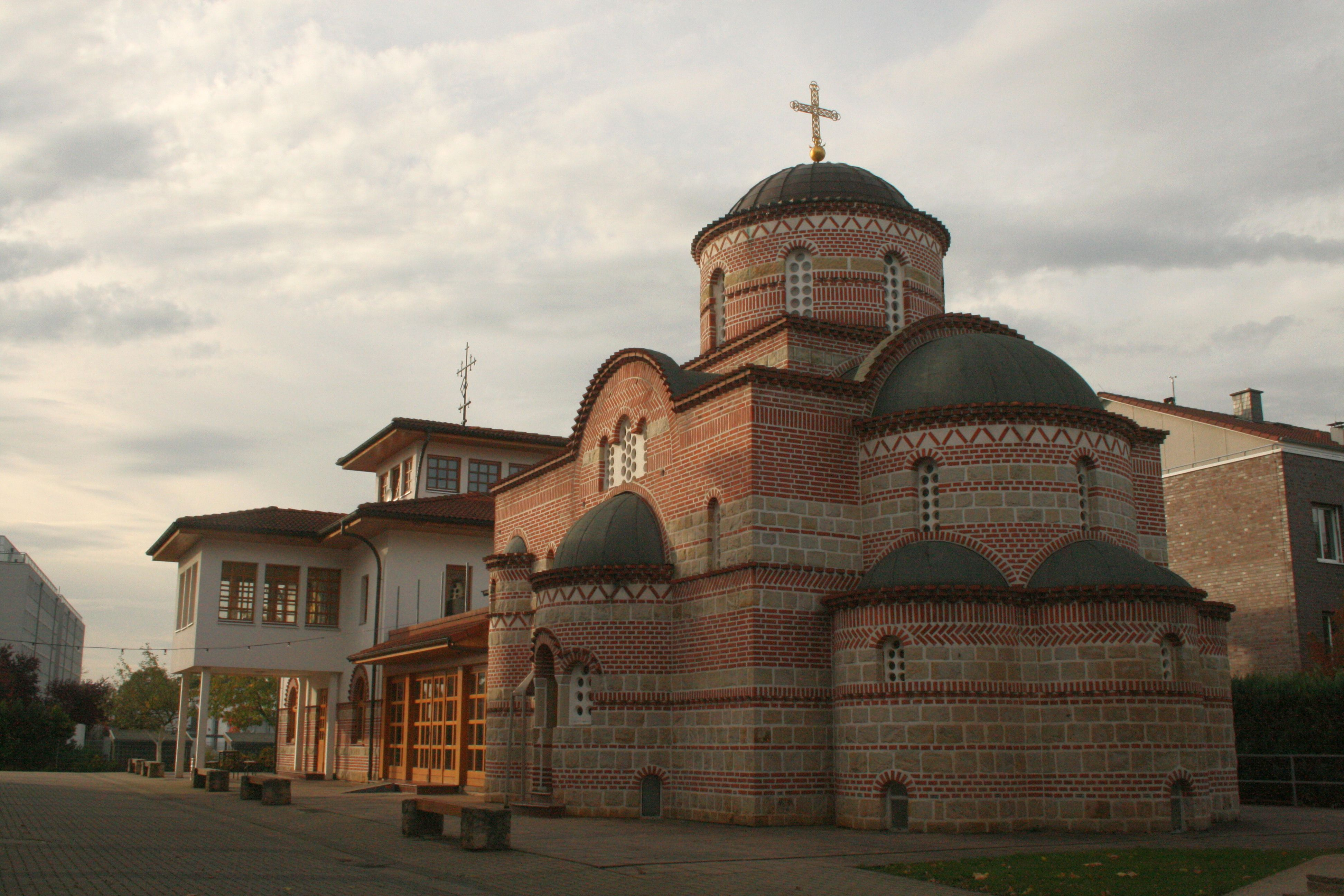
Kirche der Verbrennung der Reliquien des Hl. Sava in Hannover
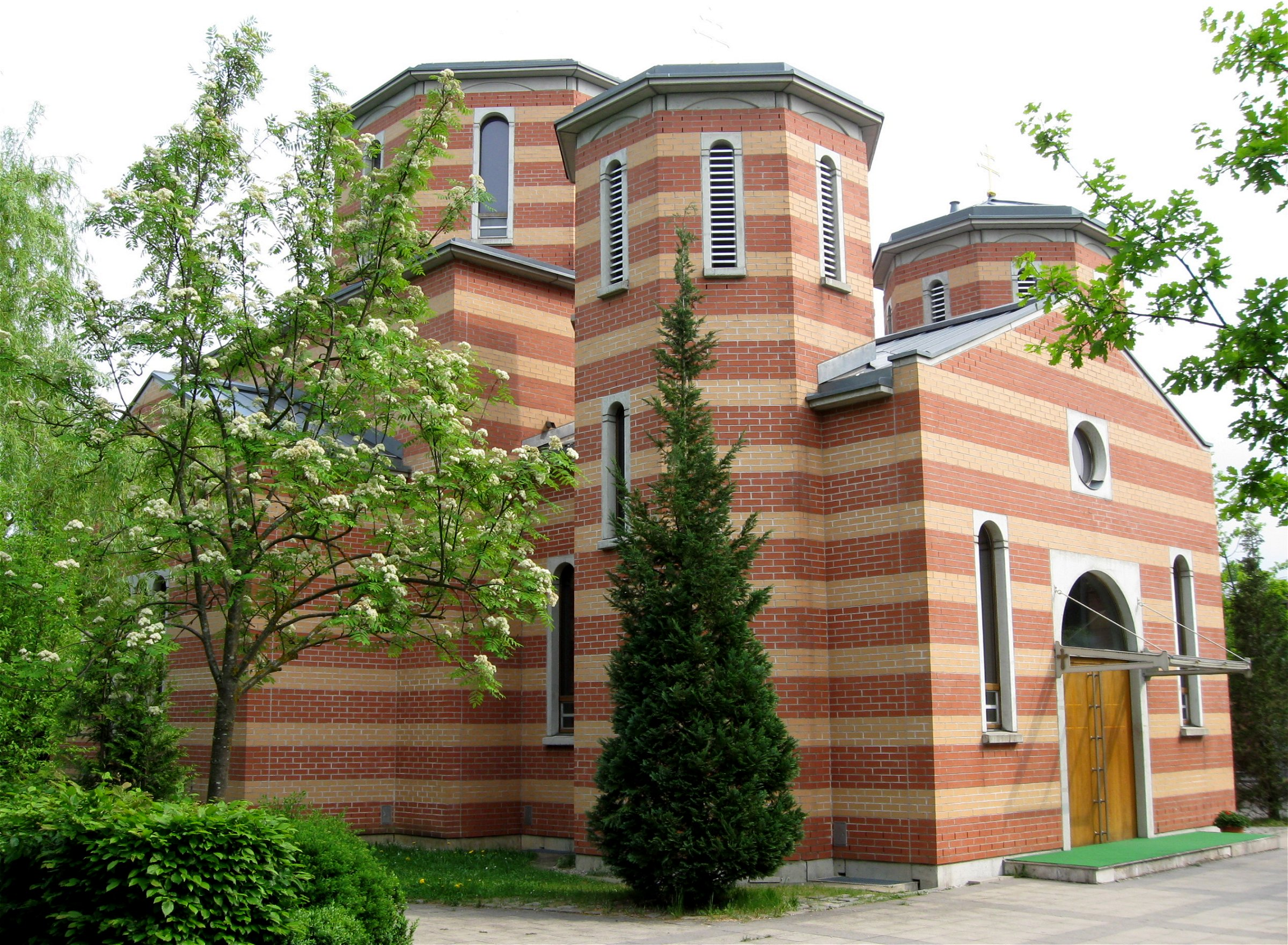
Kirche Hl. Großmärtyrer Jovan Vladimir in München
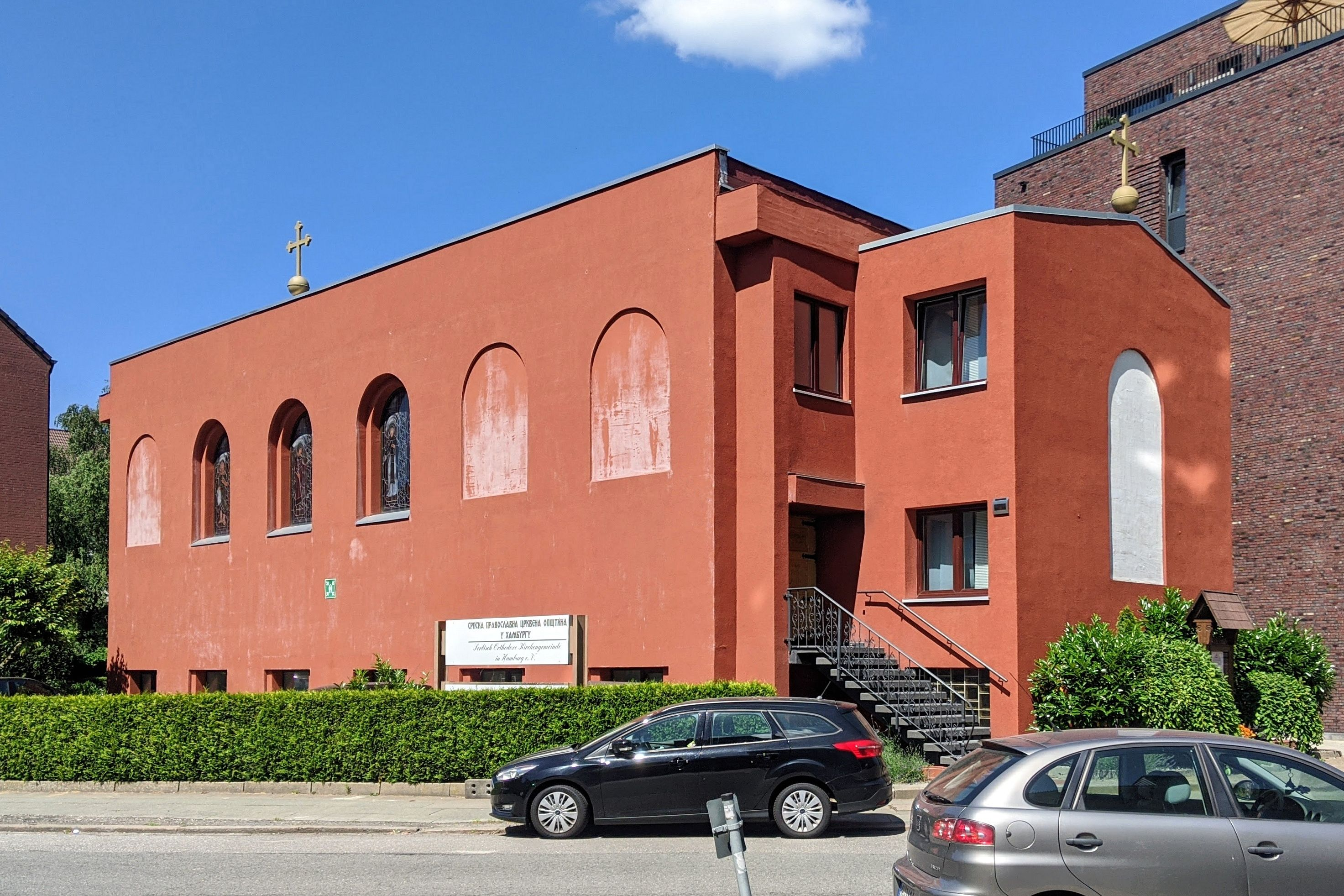
Kirche Hl. Erzengel Michael in Hamburg
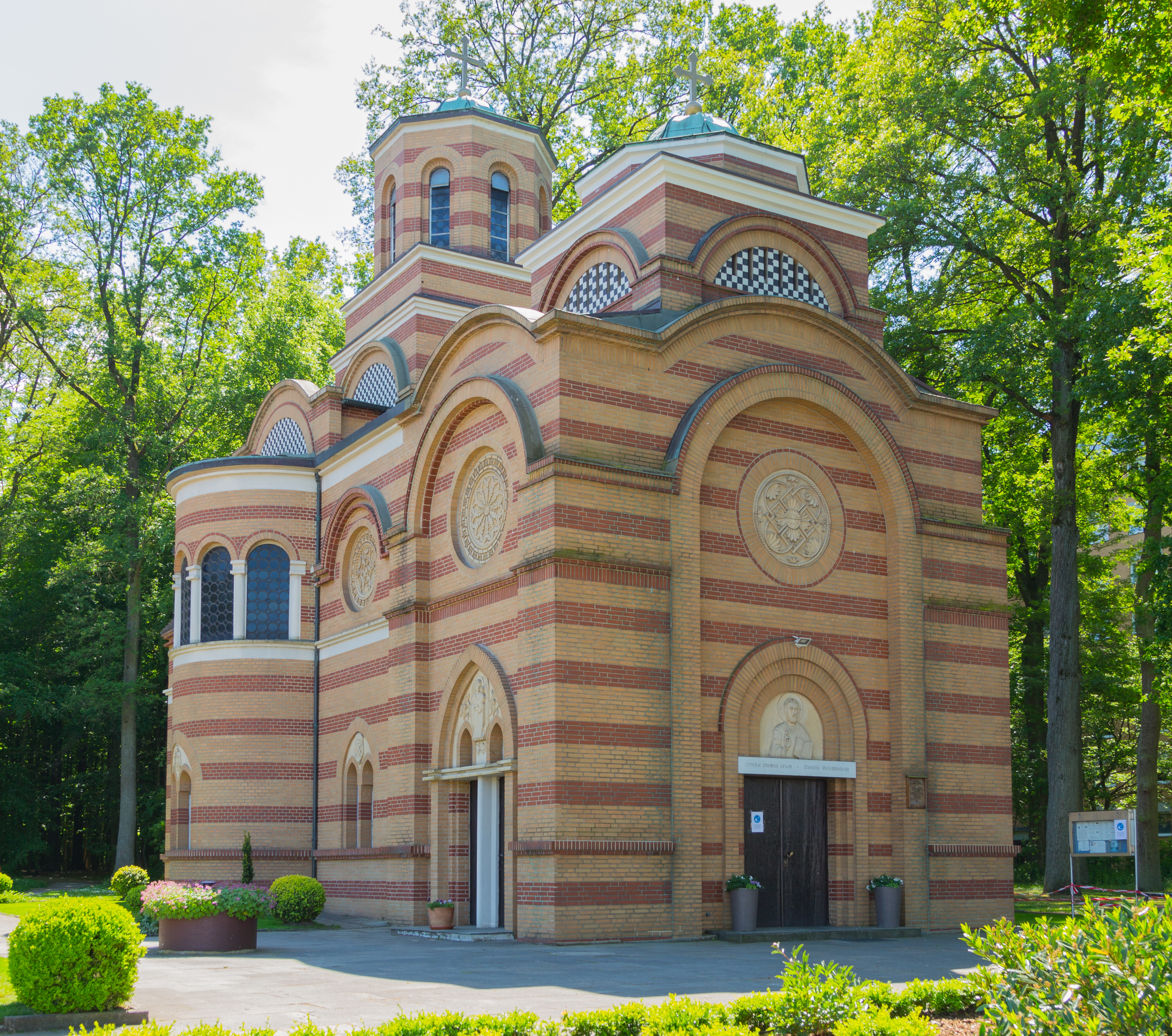
Kirche Hl. Großmärtyrer Georg in Osnabrück
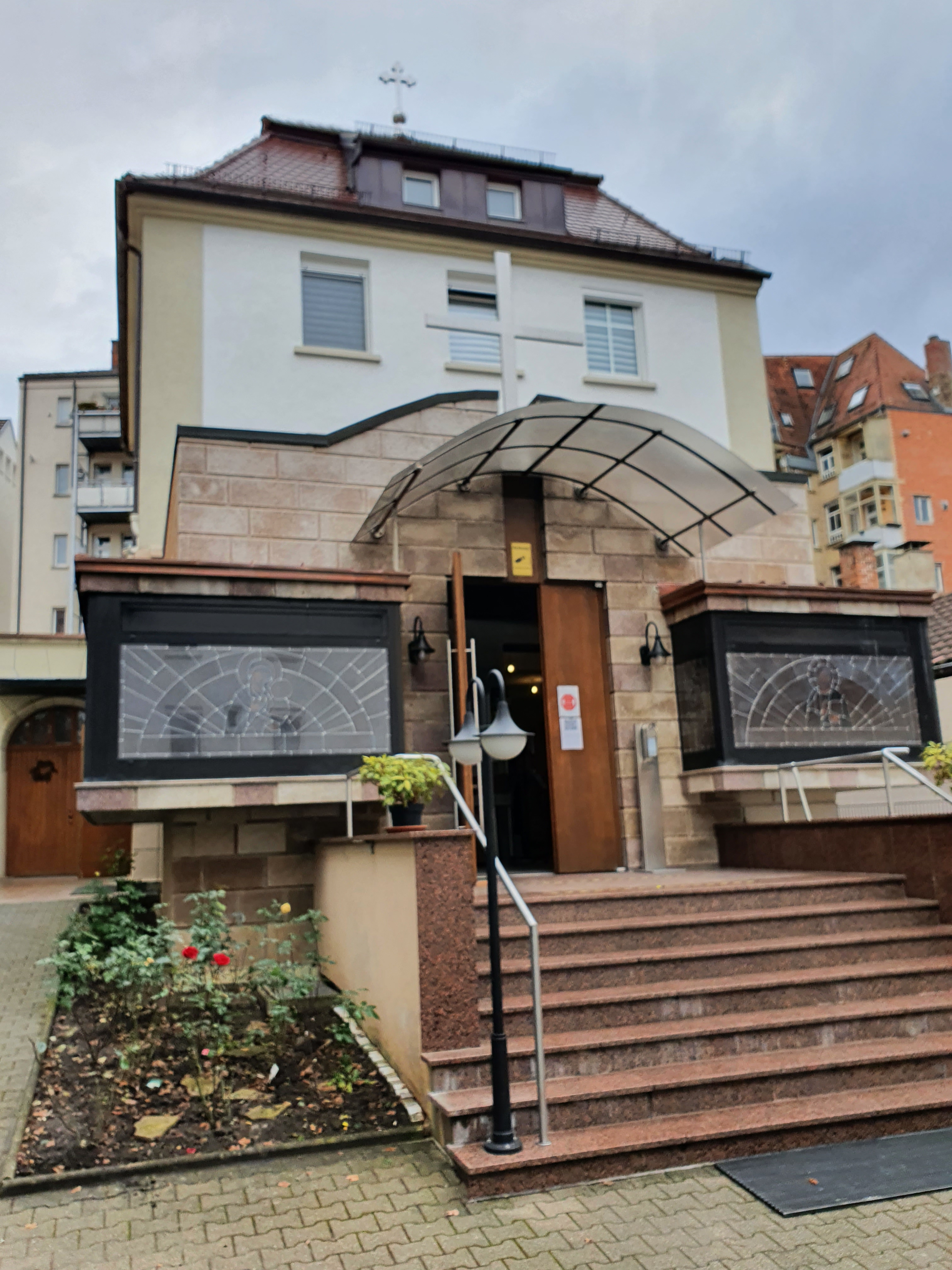
Kirche der Synaxis der Serbischen Heiligen in Stuttgart
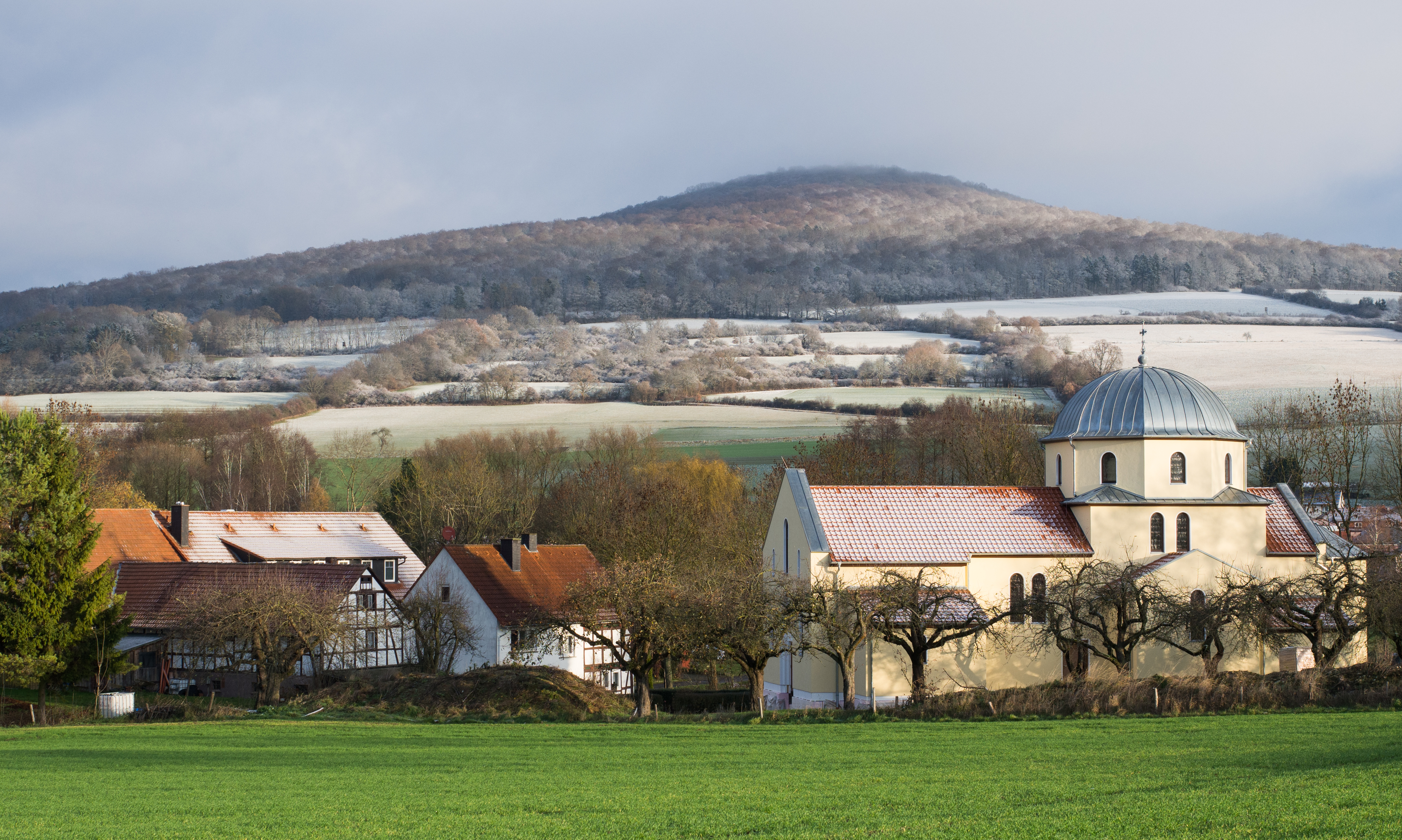
Verkündigungs-St. Justin-Kloster in Unterufhausen
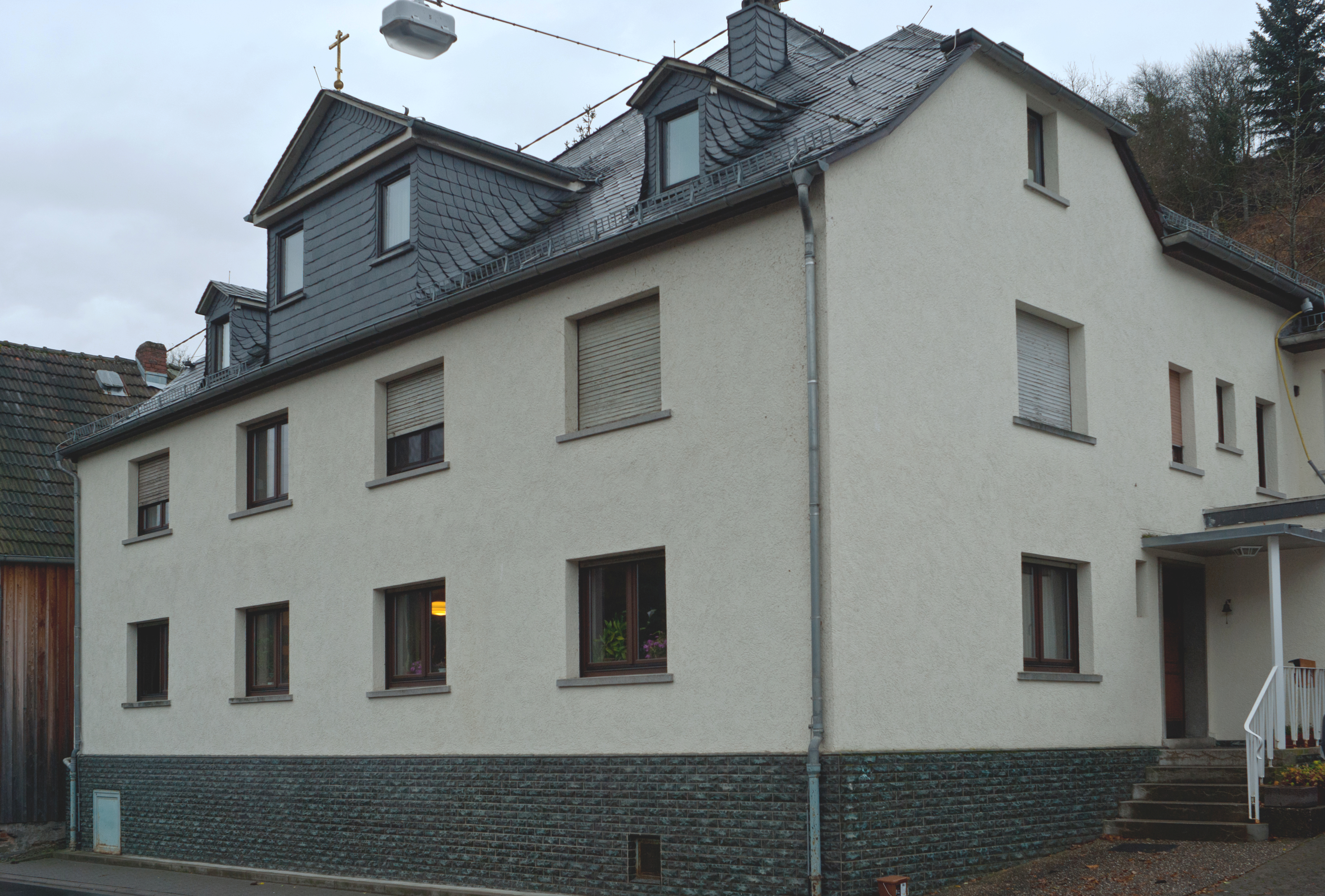
Skite des heiligen Spyridon in Geilnau
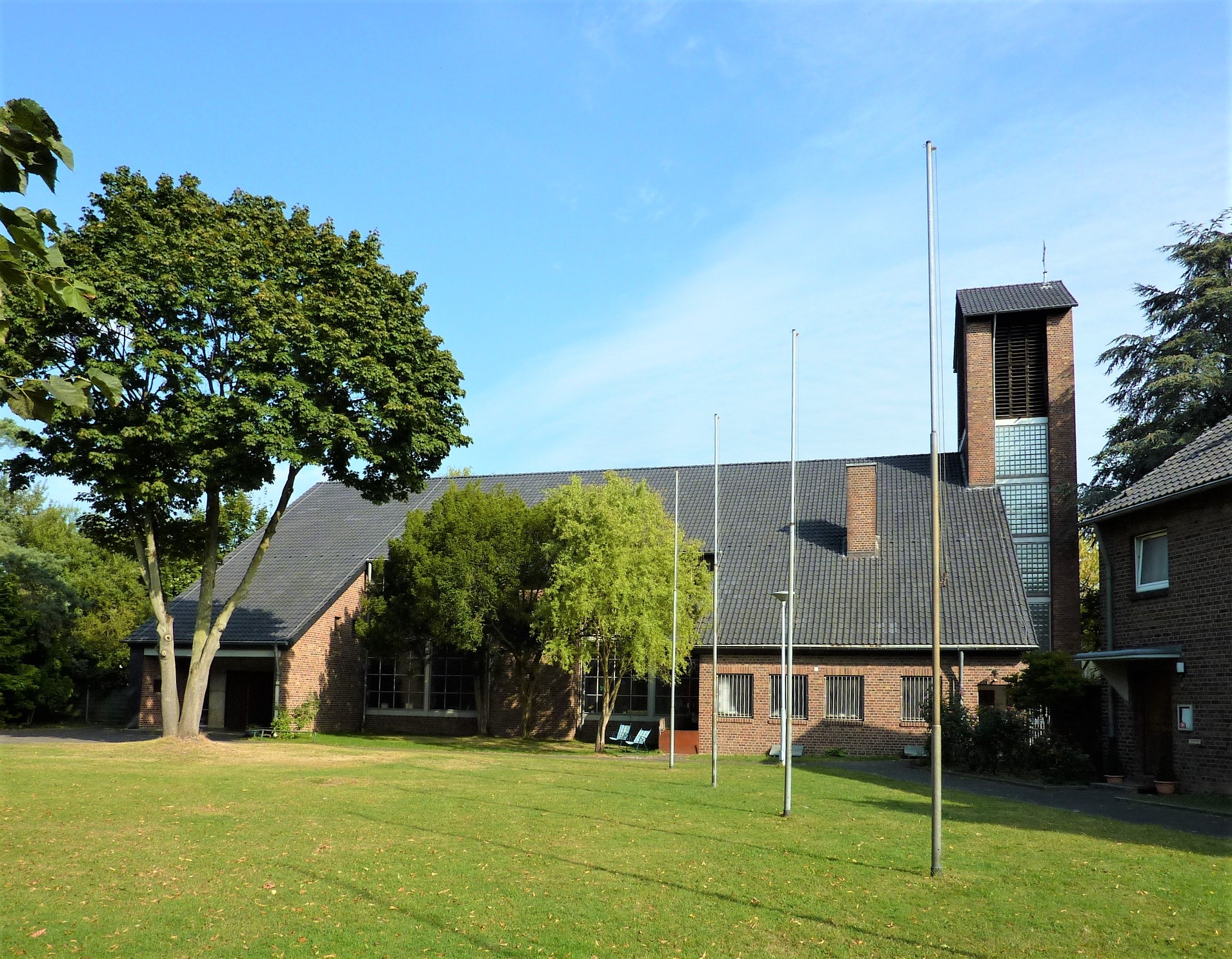
Kreuzerhöhungskirche in Köln
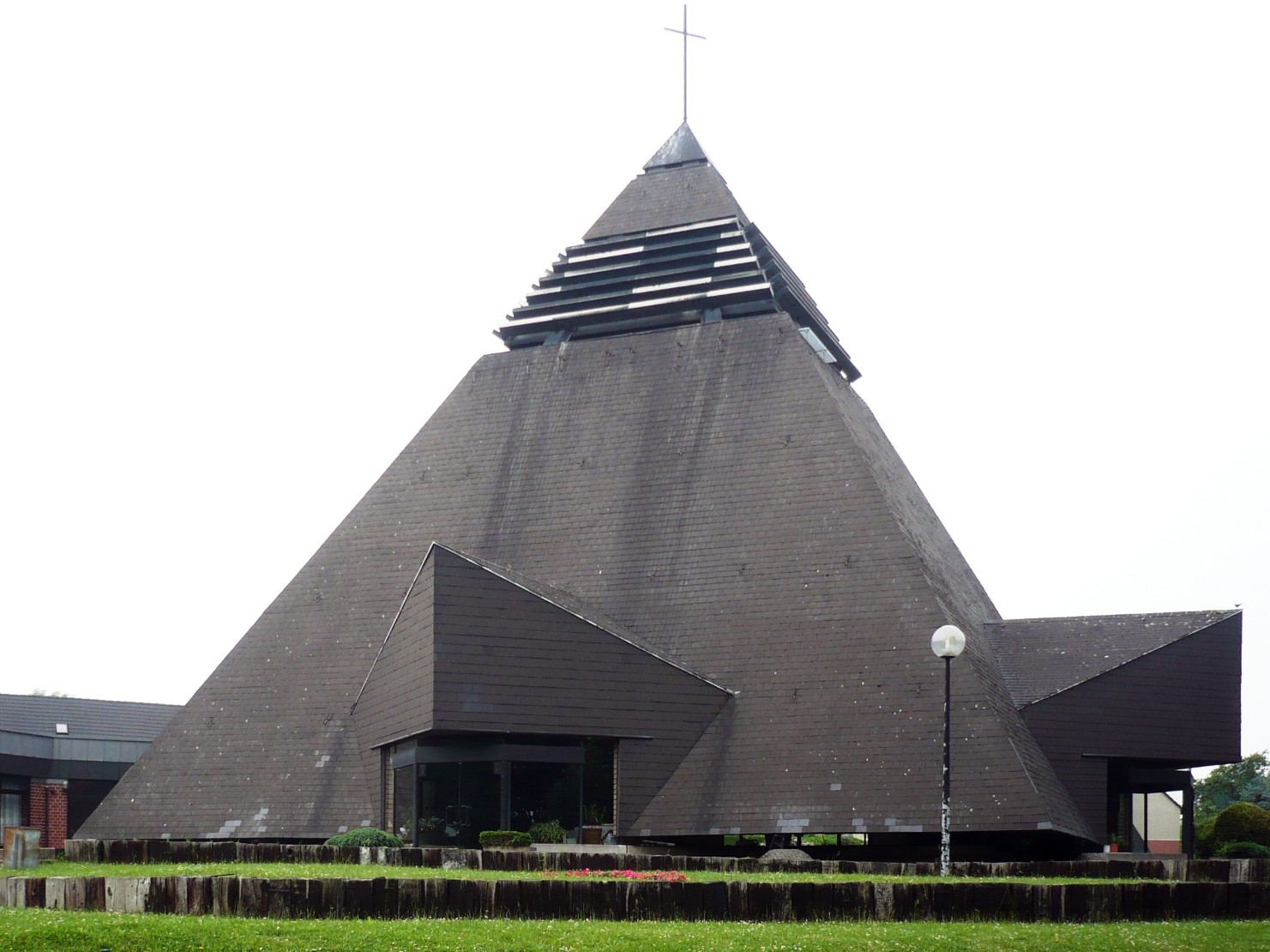
Kirche Hl. Erstmärtyrer und Erzdiakon Stefan in Essen
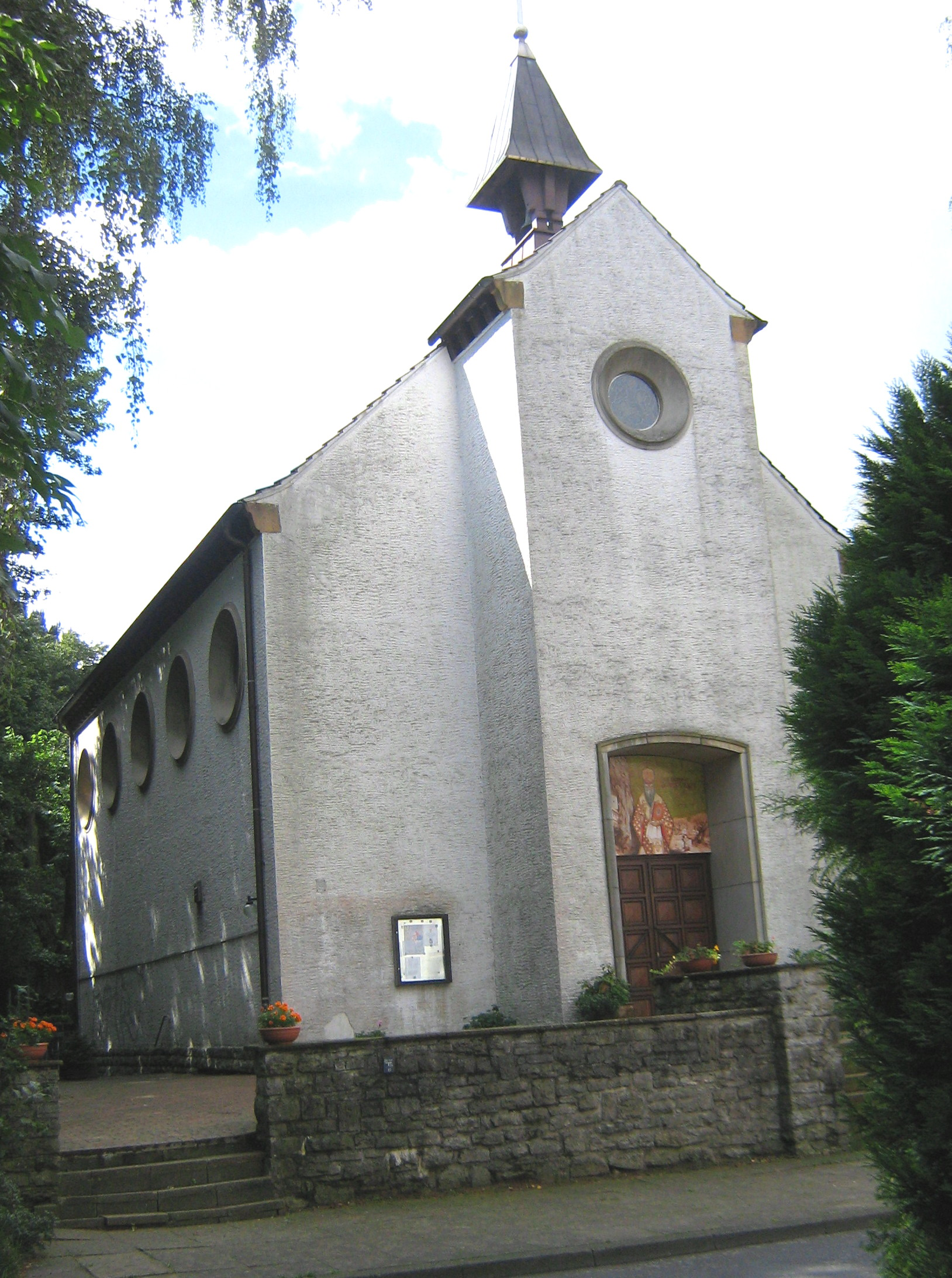
Kirche Hl. Vasilije Ostroški in Bielefeld
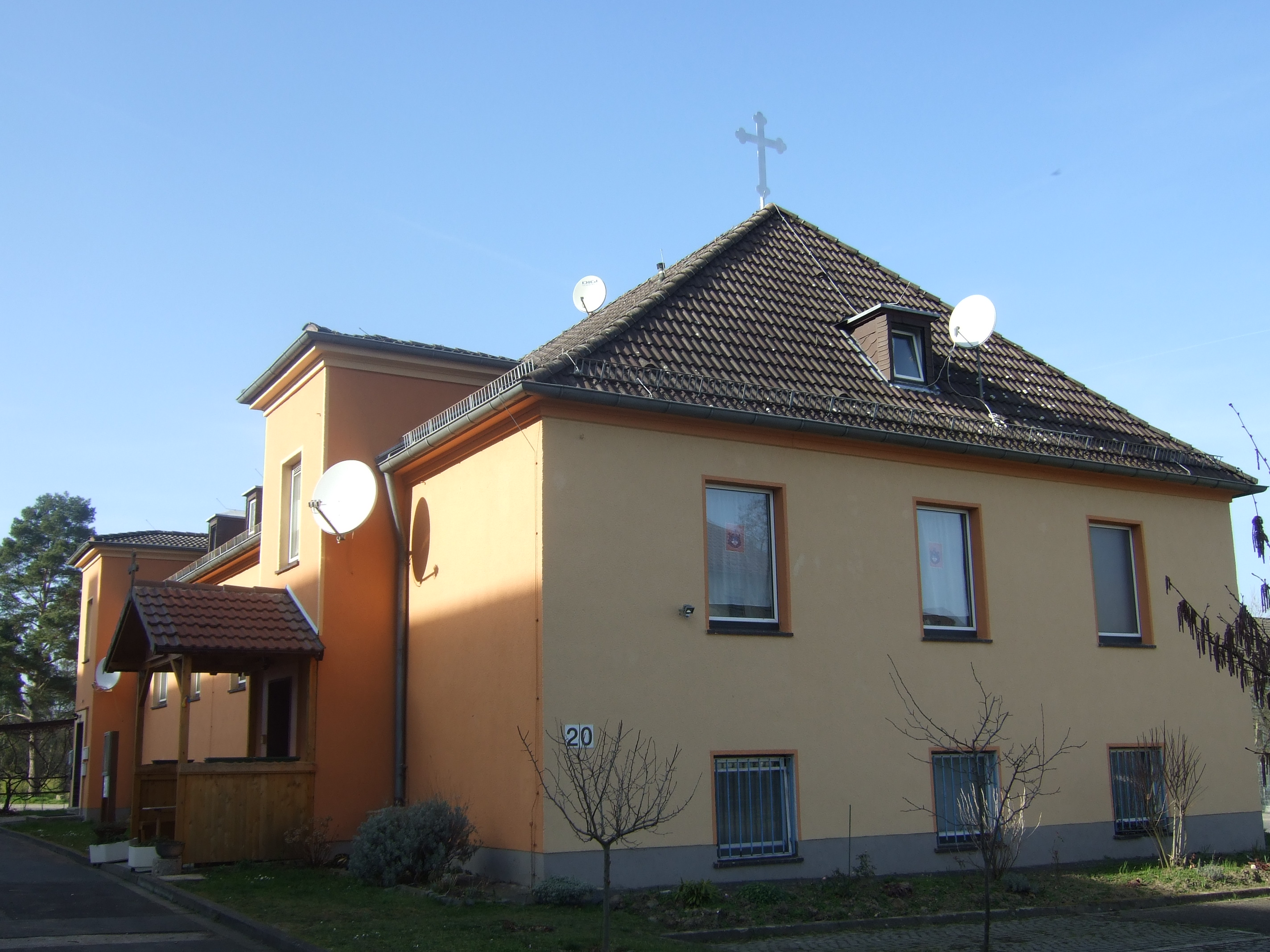
Kirche Hl. Großmärtyrer Zar Lazar in Kassel
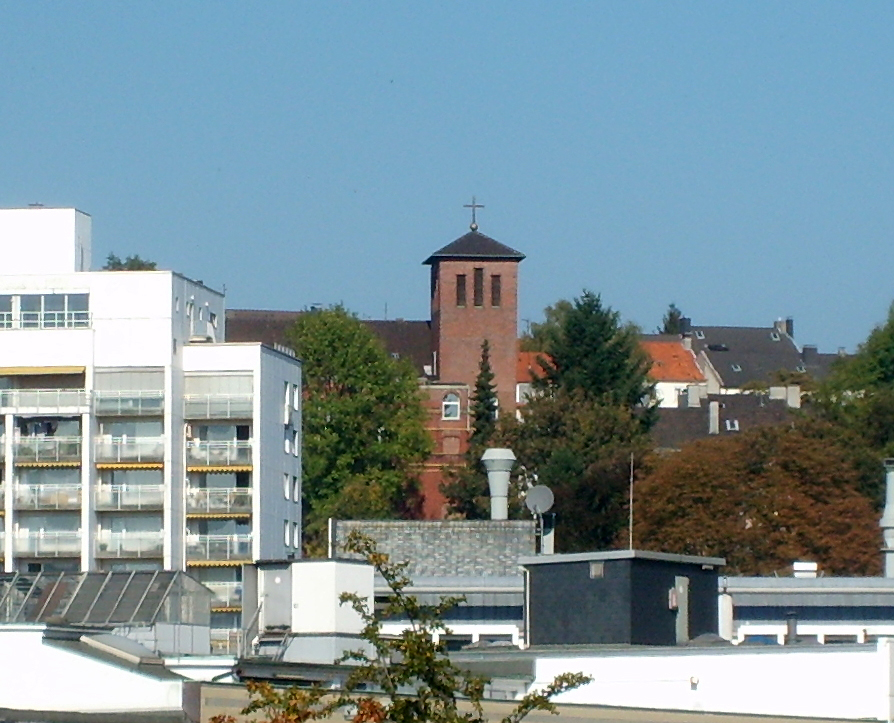
Mariä-Geburt-Kirche in Wuppertal
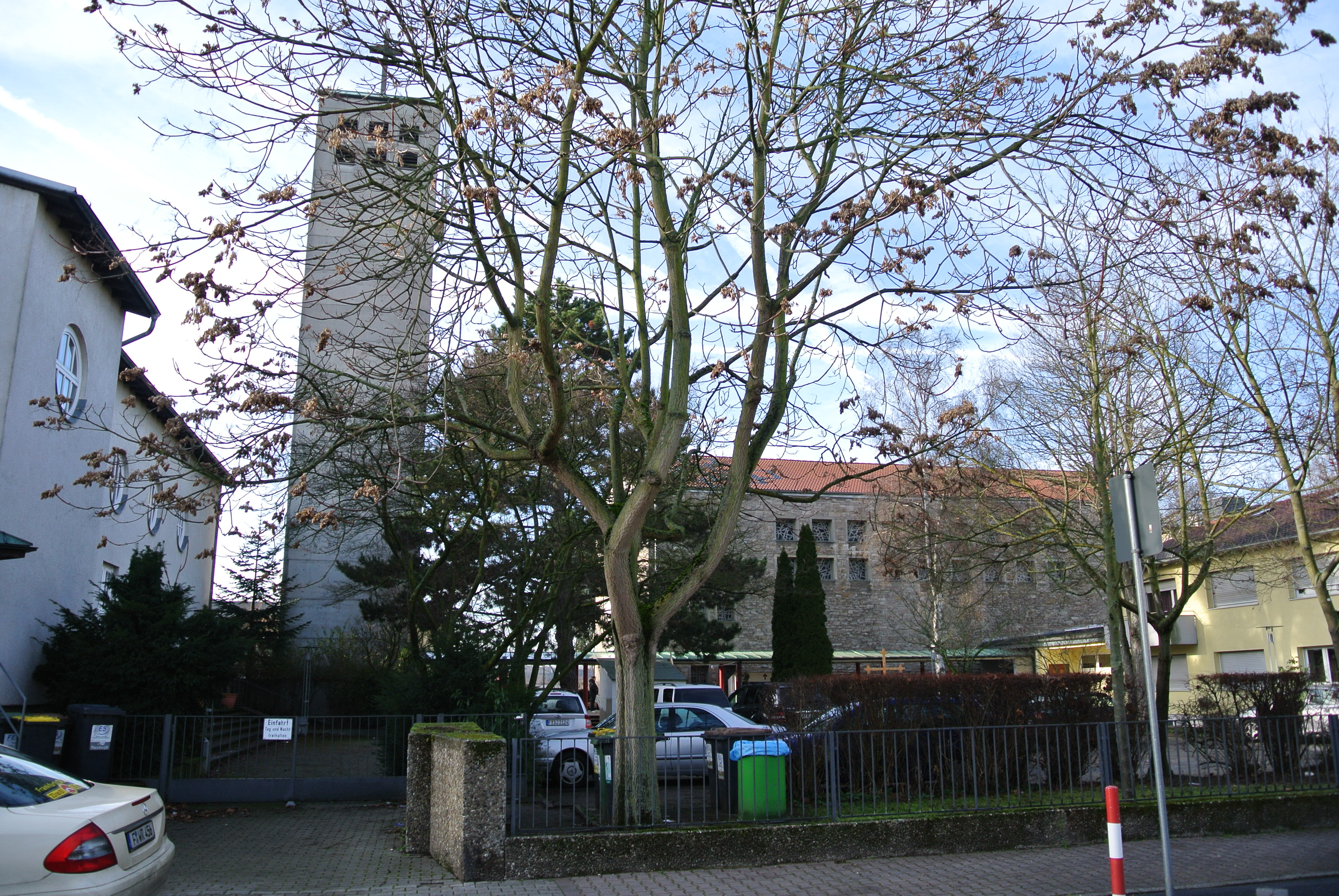
Christi-Auferstehungs-Kirche in Frankfurt am Main
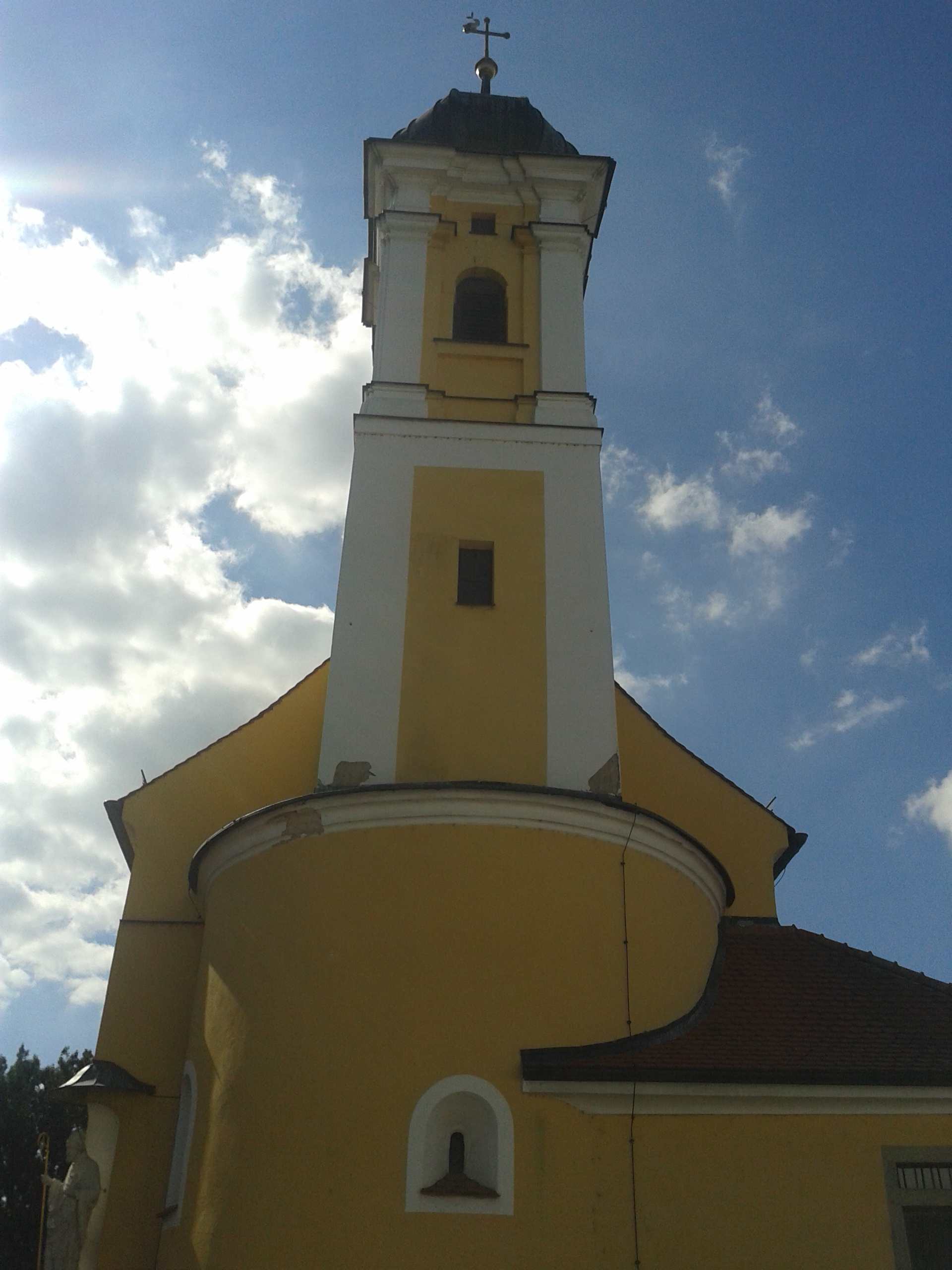
Kirche Hl. Simeon der Myronspender in Regensburg